# Бурландо, Клаудио
Клаудио Бурландо (итал. Claudio Burlando; род. 27 апреля 1954, Генуя) — итальянский политик, губернатор Лигурии (2005—2015).

## Биография
Сын портового рабочего Карло Бурландо и крестьянки Нормы Когорно.
Родился 27 апреля 1954 года в Генуе, по образованию инженер электронных систем (окончил научный лицей имени Кассини и университет Генуи). В 1980-е работал в исследовательском секторе компании Elsag, занимаясь защитой данных. В 1981 году в качестве кандидата Итальянской компартии избран депутатом коммунального совета Генуи, позднее вошёл в городскую администрацию и с 1990 по 1993 год занимал должности вице-мэра и мэра.
19 мая 1993 года был арестован по подозрению в финансовых нарушениях при строительстве парковки в историческом центре Генуи на Пьяцца ди Виттория и при реконструкции старинного порта. В январе 1995 года оправдан по первому обвинению, в 1997 году оправдан окончательно.
21 апреля 1996 года по итогам парламентских выборов прошёл в Палату депутатов по списку коалиции «Олива».
18 мая 1996 года получил портфель министра транспорта и мореплавания при формировании по итогам выборов первого правительства Проди. 2 апреля 1998 года Палата депутатов отклонила вотум недоверия Бурландо как министру, но 21 октября того же года правительство прекратило своё существование.
В 2001 году Бурландо переизбран в Палату депутатов.
В 2005 году левоцентристская коалиция с участием «Оливы», а также Италии ценностей, Партии коммунистического возрождения, Партии итальянских коммунистов, Союза демократов за Европу и других получила 52 % голосов на региональных выборах в Лигурии, а возглавлявший её Бурландо стал губернатором региона.
В сентябре 2007 года был на год лишён водительских прав и оштрафован на 3500 евро за езду по полосе встречного движения.
28-29 марта 2010 года состоялись новые региональные выборы, на которые Бурландо вновь пошёл в качестве лидера правоцентристской коалиции во главе с Демократической партией с участием в числе прочих Италии ценностей, Союза Центра, Федерации левых сил, вобравшей в себя коммунистов (этот блок одержал победу с результатом 52,14 %).
30 мая 2015 года новые выборы стали победными для правоцентристской коалиции во главе с Джованни Тоти, включавшей партии «Вперёд, Италия», Лига Севера, Братья Италии — Национальный альянс и популяристский список «Area Popolare» (она получила 34,44 % голосов, а левоцентристы — 27,84 % голосов и 8 мест в совете из 30). 11 июня Тоти официально вступил в должность губернатора.

## Награды
- Кавалер Большого Креста ордена «За заслуги перед Итальянской Республикой» (21 декабря 2005 года, награждён по инициативе президента Италии)[12].